# Glasofen
Glasofen (dawniej Glazhouen) – część miasta (Stadtteil) Marktheidenfeld, w Bawarii, w Niemczech, położona w zachodniej części gminy miejskiej.

## Historia
Merostwo Glasofen powstało w 1811 roku z następujących osiedlami: z wsią Glasofen i z osadą Eichenfürst. Merostwo zostało gminą w 1818 roku. Glasofen stał się częścią gminy Marktheidenfeld w 1972 roku.